# Åsa Larsson
Åsa Larsson (* 28. Juni 1966 in Uppsala) ist eine schwedische Schriftstellerin.

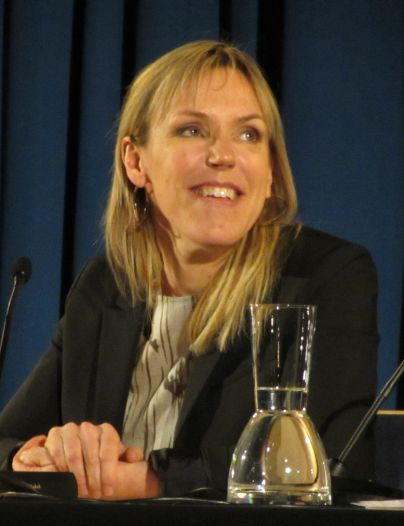
Åsa Larsson (2013)

## Leben
Åsa Larsson wuchs in Kiruna, der nördlichst gelegenen Stadt Schwedens, auf. Sie studierte in Uppsala Jura und arbeitete zunächst als Steueranwältin. Erst nach der Geburt ihrer Tochter begann sie zu schreiben. Sie lebt mit ihrem Lebensgefährten und zwei Kindern in Mariefred.
Die Kriminalromane Åsa Larssons spielen in Kiruna und sind teilweise in der Biografie der Autorin verwurzelt. Hauptfigur ist die Anwältin Rebecka Martinsson, die – wie die Autorin selbst – in Kiruna aufgewachsen, für Studium und Beruf aber in den Süden gezogen ist. Die beiden Romane Sonnensturm und Weiße Nacht spielen im Milieu der schwedischen Freikirchen, in dem die Autorin selbst groß geworden ist.
Åsa Larssons erster Kriminalroman Sonnensturm wurde 2003 als bestes Debüt mit dem Schwedischen Krimipreis ausgezeichnet. Ein Jahr später erhielt sie für ihren zweiten Roman Weiße Nacht den Preis in der Kategorie „Bester schwedischer Kriminalroman“.
Gemeinsam mit der Autorin Ingela Korsell und Illustrator Henrik Jonsson verfasst Åsa Larsson die Urban-Fantasy-Reihe Pax für Jugendliche, deren erster Band 2014 erschien. Im Mittelpunkt stehen die Brüder Alrik und Viggo; die Reihe spielt in Larssons Wohnort Mariefred.
Sie ist eine Enkelin des schwedischen Skilangläufers Erik Larsson, der bei den Olympischen Spielen 1936 in Garmisch-Partenkirchen Olympiasieger über die 18-Kilometerstrecke wurde.

## Werke

### Rebecka-Martinsson-Reihe
1. 2003 Solstorm
  - Sonnensturm, dt. von Gabriele Haefs; München: Bertelsmann 2004. ISBN 3-570-00843-6
2. 2004 Det blod som spillts
  - Weiße Nacht, dt. von Gabriele Haefs; München: Bertelsmann 2006. ISBN 3-570-00873-8
3. 2006 Svart stig
  - Der schwarze Steg, dt. von Gabriele Haefs; München: Bertelsmann 2007. ISBN 3-570-00989-0
4. 2008 Till dess din vrede upphör
  - Bis dein Zorn sich legt, dt. von Gabriele Haefs; München: Bertelsmann 2009. ISBN 978-3-570-01084-6
5. 2012 Till offer åt Molok
  - Denn die Gier wird euch verderben, dt. von Gabriele Haefs; München: Bertelsmann 2012. ISBN 978-3-570-10101-8
6. 2021 Fädernas missgärningar
  - Wer ohne Sünde ist, dt. von Lotta Rüegger und Holger Wolandt; C.Bertelsmann 2022. ISBN  978-3-570-10102-5

### PAX-Reihe
Alle Titel dieser Reihe gemeinsam mit Ingela Korsell und Henrik Jonsson (Illustration).
1. PAX – Nidstången; Stockholm: Bonnier Carlsen 2014. ISBN 978-9-163-87913-5
  - PAX – Der Fluch, dt. von Maike Dörries; München: cbj 2015. ISBN 978-3-570-17176-9
2. PAX – Grimmen; Stockholm: Bonnier Carlsen 2014. ISBN 978-9-163-87912-8
  - PAX – Der Höllenhund, dt. von Maike Dörries; München: cbj 2015. ISBN 978-3-570-17177-6
3. PAX – Mylingen; Stockholm: Bonnier Carlsen 2015. ISBN 978-9-163-87985-2
  - PAX – Das Geisterkind, dt. von Maike Dörries; München: cbj 2016. ISBN 978-3-570-17241-4
4. PAX – Bjäran; Stockholm: Bonnier Carlsen 2015. ISBN 978-9-163-87981-4
  - PAX – Der Hexendämon, dt. von Maike Dörries; München: cbj 2016. ISBN 978-3-570-17242-1
5. PAX – Gasten; Stockholm: Bonnier Carlsen 2015. ISBN 978-9-163-87983-8
6. PAX – Näcken; Stockholm: Bonnier Carlsen 2016. ISBN 978-9-163-87986-9

## Kritiken
Das Portal femundo würdigte die Rebecka Martinsson-Reihe als „eigenwillige Mischung aus Krimi und einer Prise Mystery, gekoppelt mit sinnlichen Beschreibungen der Landschaft und Naturphänomene nördlich des Polarkreises.“

## Auszeichnungen
- 2003: Schwedischer Krimipreis – Bästa svenska Debut für Solstorm (dt.: Sonnensturm)
- 2004: Schwedischer Krimipreis – Bästa svenska kriminalroman für Det blod som spillts (dt.: Weiße Nacht)
- 2021: Schwedischer Krimipreis – Bäste svenska kriminalroman für Fädernas missgärningar (dt. Wer ohne Sünde ist)
- 2022: Radio-Bremen-Krimipreis für die Rebecka-Martinsson-Reihe

## Verfilmungen
Der Roman Sonnensturm wurde im Jahr 2007 unter der Regie von Leif Lindblom verfilmt. Die Hauptrolle als Rebecka Martinsson spielt das ehemalige Bond-Girl Izabella Scorupco.
Weiße Nacht und Der schwarze Steg wurden 2017 unter der Regie von Fredrik Edfeldt verfilmt und liefen im Deutschen Fernsehen am 1. und 7. Januar 2018 im Ersten. Bis dein Zorn sich legt und Denn die Gier wird euch verderben wurden ebenfalls 2017 verfilmt und liefen zum ersten Mal im Deutschen Fernsehen am Osterwochenende 1. und 2. April 2018 im Ersten. Ida Engvoll spielte in diesen vier Filmen die Rebecka Martinsson.
Im Mai 2020 startete im schwedischen Fernsehen die 2. Staffel. Regie führte – wie schon in der 1. Staffel – Leif Lindblom; die Drehbücher stammten wieder von Henrik Engström und Mattias Grosin. Allerdings kam es in der 2. Staffel zu einer Neubesetzung der Titelrolle: Rebecka Martinsson wurde in allen acht Folgen von Sascha Zacharias gespielt.